# Lily Brooks-Dalton
Lily Brooks-Dalton (* 18. August 1987 in Brattleboro, Windham, Vermont) ist eine amerikanische Schriftstellerin. Sie ist die Autorin von Good Morning, Midnight, das in zahlreiche Sprachen übersetzt wurde und 2020 von und mit George Clooney in der Netflix-Produktion The Midnight Sky verfilmt wurde.

## Werdegang
Lily Brooks-Dalton wuchs im südlichen Vermont als Tochter von Timothy Lawrence Dalton und Elisabeth Vail Brooks auf, studierte an der University of Massachusetts Amherst und erhielt 2016 an der Portland State University den akademischen Grad des Master of Fine Arts (M.F.A.) in Kreativem Schreiben.
2014 veröffentlichte sie ihr autobiografisches Debüt Motorcycles I’ve loved, in dem sie ihr Elternhaus beschrieb. Ihre Mutter sei Kunstlehrerin gewesen, ihr Vater habe eine Schreinerei gehabt. Sie selbst sei im Alter von 17 Jahren mit dem Rucksack zu einer mehr als dreijährigen Weltreise aufgebrochen, habe Europa, Indien und Thailand bereist und eine Zeitlang in Melbourne, Australien gelebt, bevor sie nach Vermont zurückkehrte. In ihrem Buch beschrieb sie in Folge, wie sie nach einer eher ungeplanten Rückkehr in die Staaten nach einer Trennung im Alter von 21 Jahren über die Beschäftigung mit Motorrädern und Motorradfahren wieder zu sich selbst fand.
2016 erschien bei Random House ihr postapokalyptischer Roman Good Morning, Midnight, der in der Chicago Book Review als einer der besten Romane des Jahres gelistet wurde. Die Geschichte eines Wissenschaftlers, der allein in der Arktis zurückbleibt, verwoben mit der des Teams einer Raumstation, das auf die Erde zurückkommt, wurde hochgelobt – unter anderem von Colson Whitehead –  und in viele Sprachen übersetzt. 
Der Roman diente als Grundlage für die 2020 erschienene Netflix-Produktion The Midnight Sky.
Lily Brooks-Dalton war 2016 in Florida Artist in Residence am Jack Kerouac House und in den Studios of Key West. Später (Angaben von 2020) lebte sie in Los Angeles.

## Veröffentlichungen
- Motorcycles I’ve loved. Riverhead/Penguin Random House, New York 2014, ISBN 978-1-59463-321-8.
- Quartz and Other Stories. (Master-Thesis, Portland State University). Portland, Oregon 2016 (pdx.edu).
- Good morning, midnight. Random House, New York 2016, ISBN 978-0-8129-9889-4.